# Quarteto em Cy
Le Quarteto em Cy est un groupe vocal féminin brésilien, fondé au début des années 1960 à Rio de Janeiro, et soutenu par Vinícius de Moraes.

## Histoire
À l'origine, le groupe était composé de Cybele, Cylene, Cynara (pt) et Cyva (pt), quatre sœurs originaires de la ville d'Ibirataia (État de Bahia) et qui chantaient dans les clubs de Rio de Janeiro sous le nom The Girls From Bahia. Le quatuor est bientôt repéré par Vinícius de Moraes qui rebaptise le groupe en Quarteto em Cy (Quartet en Cy), jouant sur le fait que les prénoms des quatre sœurs commencent tous par "Cy".
Ensuite d'autres amies chanteuses intègrent la formation : Semíramis, Regina et Sonya.
Après quelque temps d'arrêt, le groupe renaît en 1972 avec Cyva, Cynara, Dorinha et Sonya. En 1980, Dorinha quitte la formation en raison de problèmes de santé et Cybele réintègre le groupe qui trouve ainsi sa composition actuelle.
Le Quarteto em Cy a également chanté avec Vinícius de Moraes, Dorival Caymmi, Chico Buarque et Tom Jobim. C'est, à ce jour, un des groupes les plus connus de Música Popular Brasileira et de samba.
Le 21 août 2014 , Cybele (pt), née le 3 mai 1940, meurt à son domicile de Rio, victime d'une ischémie pulmonaire.

## Discographie
- 1964 : Quarteto em Cy
- 1965 : Vinícius/Caymmi no Zum Zum - con il Quarteto em Cy e Oscar Castro Neves
- 1965 : Caymmi and The Girls From Bahia - Quarteto em Cy e Dorival Caymmi
- 1966 : Som Definitivo - Quarteto em Cy e Tamba Trio
- 1966 : Os Afro-Sambas - Quarteto em Cy, Vinícius de Moraes e Baden Powell
- 1966 : The Girls From Bahia/Pardon My English
- 1966 : Quarteto em Cy
- 1967 : De Marré de Cy
- 1967 : ¡Revolución con Brasilia!/The Girls From Bahia
- 1968 : Em Cy Maior
- 1972 : Quarteto em Cy
- 1974 : Saravá, Vinicius! Vinicius de Moraes en São Paulo Con Toquinho y Quarteto em Cy
- 1975 : Antologia do Samba Canção
- 1976 : Antologia do Samba Canção/volume 2
- 1977 : Resistindo Ao Vivo
- 1978 : Querelas do Brasil
- 1978 : Cobra de Vidro - Quarteto em Cy e MPB4
- 1979 : Quarteto em Cy Em 1000 Kilohertz
- 1980 : Flicts
- 1980 : Quarteto em Cy interpreta Gonzaguinha, Caetano, Ivan, Milton
- 1981 : Caymmis, Lobos e Jobins/Caminhos Cruzados
- 1983 : Pontos de Luz
- 1989 : Claudio Santoro Prelúdios e Canções de Amor
- 1990 : Os Afro-Sambas - Quarteto em Cy, Vinicius de Moraes e Baden Powell
- 1991 : Chico em Cy
- 1992 : Bossa em Cy
- 1993 : Vinícius em Cy
- 1994 : Tempo e Artista
- 1996 : Brasil em Cy
- 1997 : Bate-Boca - Quarteto em Cy e MPB4
- 1998 : Somos Todos Iguais - Quarteto em Cy e MPB4, con Ivan Lins e Djavan
- 1999 : Gil e Caetano em Cy
- 2000 : Vinícius A Arte do Encontro - Quarteto em Cy e MPB4
- 2001 : Falando de Amor pra Vinícius Ao Vivo - Quarteto em Cy e Luiz Cláudio Ramos
- 2001 : Hora da Criança
- 2000 : Quarteto em Cy
- 2004 : Quarteto em Cy Quarenta Anos
- 2006 : Samba em Cy